# 苏珊·罗森奎斯特
苏珊·罗森奎斯特（瑞典語：Susanne Rosenqvist，1967年11月26日—），瑞典女子皮划艇运动员。她曾代表瑞典参加1992年和1996年夏季奥林匹克运动会皮划艇比赛，获得二枚铜牌。